# Státní znak Arcachu
Znak Arcachu, dříve Náhorněkarabašské republiky, byl znakem separatistické republiky, ležící na území Ázerbájdžánu a obývané převážně Armény.
Státní znak byl emblém, tvořený červenou orlicí s bílou hlavou a nad ní se vznášející korunou. V dolní části emblému byla vinná réva. Nad orlicí bylo vycházející slunce. Na orlici byl štítek, který měl v horní části modrobílé panorama hor, v dolní části byla svislá arcašská vlajka. Uprostřed štítku byly dvě zlaté sochy. Kolem celého znaku byla zlatá stuha, která měla na začátku a konci klasy. Na stuze byl arménský nápis Լեռնային Ղարաբաղի Հանրապետություն-Արցախ, Lernayin Karabach Arzach Hanrapetutiun (česky Arcašská republika Náhorního Karabachu).
Vycházející slunce symbolizovalo úsvit nového státu. Panorama hor představovalo Kavkaz, který obklopuje zemi. Zlaté sochy symbolizovaly pomníky padlým, kteří šli bojovat za Arménii.